# Eerwaarde Timothy Lovejoy
Eerwaarde Timothy Lovejoy (vaak gewoon Eerwaarde (of Dominee) Lovejoy genoemd) is een personage uit de animatieserie The Simpsons. Hij wordt ingesproken door Harry Shearer.
Lovejoy is de dominee van de kerk van Springfield. Volgens Matt Groening is hij genoemd naar NW Lovejoy Street in Portland, Oregon.

## Profiel
Lovejoys kerk is van een onbekende protestantse stroming. Vrijwel iedereen in Springfield gaat geregeld naar de kerk, zelfs mensen van wie bekend is dat ze een ander geloof hebben zoals Lenny Leonard en Apu Nahasapeemapetilon.
Lovejoy is in veel opzichten een hypocriete dominee. Hij veroordeelt andere mensen sterk om hun gedrag of omdat ze niet (genoeg) naar de kerk komen. In She of Little Faith noemde hij Lisa, die zich tot het Boeddhisme had bekeerd, de duiveldochter van Marge Simpson. Verder is hij verbitterd over de grote Episcopal kerk aan de overkant van de straat.
Nochtans is Lovejoy zelf ook niet echt een voorbeeldfiguur. Hij is meer geïnteresseerd in donaties van zijn gelovigen dan mensen helpen. Veel mensen, vooral Homer en Bart, vinden zijn preken slaapverwekkend. Tijdens rampen of panieksituaties geeft hij nogal gauw uit wanhoop zijn geloof op. Hij bekende zelfs ooit aan Moe dat hij maar weinig heeft om voor te leven. Zijn verbittering heeft vooral met de ultravrome Ned Flanders te maken die hem tot vervelens toe lastigvalt met vragen over geloofszaken. Dit wordt bevestigd in de aflevering In Marge We Trust, waarin blijkt dat hij aan het begin van zijn carrière nog een idealistische jonge man was, maar onder toedoen van Flanders, cynisch en gedesillusioneerd werd. In de aflevering 22 Short Films About Springfield moedigt hij zijn hond zelfs aan om in Ned Flanders' tuin zijn behoefte te doen. 
Lovejoy is getrouwd en heeft een dochter. Zijn vrouw, Helen, lijkt ouder dan haar man. Zijn dochter, Jessica, houdt ervan om mensen te manipuleren en grappen uit te halen.
Homer Simpson · Marge Simpson · Bart Simpson · Lisa Simpson · Maggie Simpson · Abraham Simpson · Patty en Selma Bouvier · Jacqueline Bouvier · Mona Simpson · Santa's Little Helper · Snowball II · Familie Bouvier
Jasper Beardley · Comic Book Guy · Eddie en Lou · Maude Flanders · Ned Flanders · Professor Frink · Barney Gumble · Julius Hibbert · Lionel Hutz · Eerwaarde Lovejoy · Kapitein Horatio McCallister · Hans Moleman · Bleeding Gums Murphy · Apu Nahasapeemapetilon · Mayor Joe Quimby · Dr. Nick Riviera · Agnes Skinner · Cletus Spuckler · Squeaky Voiced Teen · Disco Stu · Moe Szyslak · Kirk Van Houten · Luann Van Houten · Chief Clancy Wiggum
Gary Chalmers · Rod en Todd Flanders · Jimbo Jones · Kearney · Edna Krabappel · Otto Mann · Nelson Muntz · Martin Prince · Seymour Skinner · Milhouse Van Houten · Ralph Wiggum · Groundskeeper Willie · andere studenten
Montgomery Burns · Carl Carlson · Lenny Leonard · Waylon Smithers
Itchy en Scratchy · Kent Brockman · Krusty de Clown · Troy McClure · Rainier Wolfcastle · Radioactive Man
Snake · Kang & Kodos · Sideshow Bob · Fat Tony
Treehouse of Horror
Bart vs. the World · Bart Simpson's Escape from Camp Deadly · The Simpsons Arcadespel · Bart vs. the Space Mutants · Bart's House of Weirdness ·Bart vs. The Juggernauts · Krusty's Fun House · Bartman Meets Radioactive Man · Bart's Nightmare · The Itchy and Scratchy Game · Virtual Bart · Bart and the Beanstalk · Itchy & Scratchy in Miniature Golf Madness · Cartoon Studio · Virtual Springfield · Night of the Living Treehouse of Horror · Bowling · Wrestling · Road Rage · Skateboarding · Hit & Run · The Simpsons Game · The Simpsons: Tapped Out
The Simpsons · The Simpsons Pinball Party
Strips: Simpsons Comics · Bart Simpson serie · Itchy & Scratchy Comics · Bart Simpson's Treehouse of Horror · Futurama/Simpsons Infinitely Secret Crossover Crisis
Tijdschrift: Simpsons Illustrated
Boeken: Bart Simpson's Guide to Life · Family Album · Library of Wisdom · Complete Guides · Planet Simpson · The Simpsons and Philosophy
Actiefiguurtjes: World of Springfield
The Simpsons Movie
Bankgrap ·
Canyonero · 
D'oh! · 
Duff Beer · 
Schoolbordgrap · 